# Béat de Weiss
Pour les articles homonymes, voir Weiss.
Béat de Weiss, né le 13 octobre 1804 et mort le 9 novembre 1844 à Lausanne, est une personnalité politique suisse.

## Biographie
De confession protestante, originaire de Mont-le-Grand (devenu Mont-sur-Rolle au XXe siècle) et d'Essertines-sur-Rolle, Béat de Weiss est le fils de François Rodolphe de Weiss, homme politique et général, et d'Elisabeth Friberg. Il épouse en 1838 Louise-Catherine Roulet. Il fait des études de philosophie à l'académie de Lausanne avant d'exercer comme avocat à Yverdon et de devenir substitut du procureur général en 1837.

### Parcours politique
Béat de Weiss rejoint très tôt les rangs du Parti radical-démocratique. Il est député au Grand Conseil vaudois à partir de 1839, ainsi que député à la Diète fédérale en 1841. Il est élu au Conseil d'État en 1842, renforçant ainsi la minorité radicale du gouvernement aux côtés de Louis Blanchenay et d'Henri Druey, trois ans avant la Révolution radicale de 1845,.